# Manhunter (película)
Manhunter (Hunter en España, Cazador de hombres en Hispanoamérica y El sabueso en México) es una película estadounidense de suspense de 1986 dirigida por Michael Mann y basada en el libro El dragón rojo, de Thomas Harris. Es la primera adaptación de la novela y el primer filme donde aparece el personaje del psicópata Hannibal Lecter. La segunda adaptación, The Silence of the Lambs (1991), fue más exitosa en la taquilla.
Poco después del lanzamiento de The Silence of the Lambs, la película fue proyectada en televisión bajo el título Red Dragon: The Curse of Hannibal Lecter (Dragón rojo: La maldición de Hannibal Lecter), con el objetivo de capitalizar el éxito de la galardonada cinta.

## Sinopsis
El agente del FBI Will Graham (William Petersen) es llamado de su retiro por su exjefe Jack Crawford (Dennis Farina) para que lo ayude a capturar a un asesino en serie bautizado por la prensa como The Tooth Fairy (el ratoncito Pérez en los países hispanohablantes), por su hábito de morder a sus víctimas. 
Graham recurre al Dr. Hannibal Lecter (en esta versión cinematográfica aparece con el nombre de Dr. Hannibal Lecktor) (Brian Cox), quien cumple una condena en prisión, para que lo ayude a prevenir que The Tooth Fairy ataque de nuevo. Lecktor, quien es también un asesino en serie, fue arrestado en el pasado por Graham, a quien casi asesina.
La película también se enfoca en Francis Dolarhyde/The Tooth Fairy (Tom Noonan), quien intenta redimirse después de conocer a una mujer ciega, Reba McClane (Joan Allen).

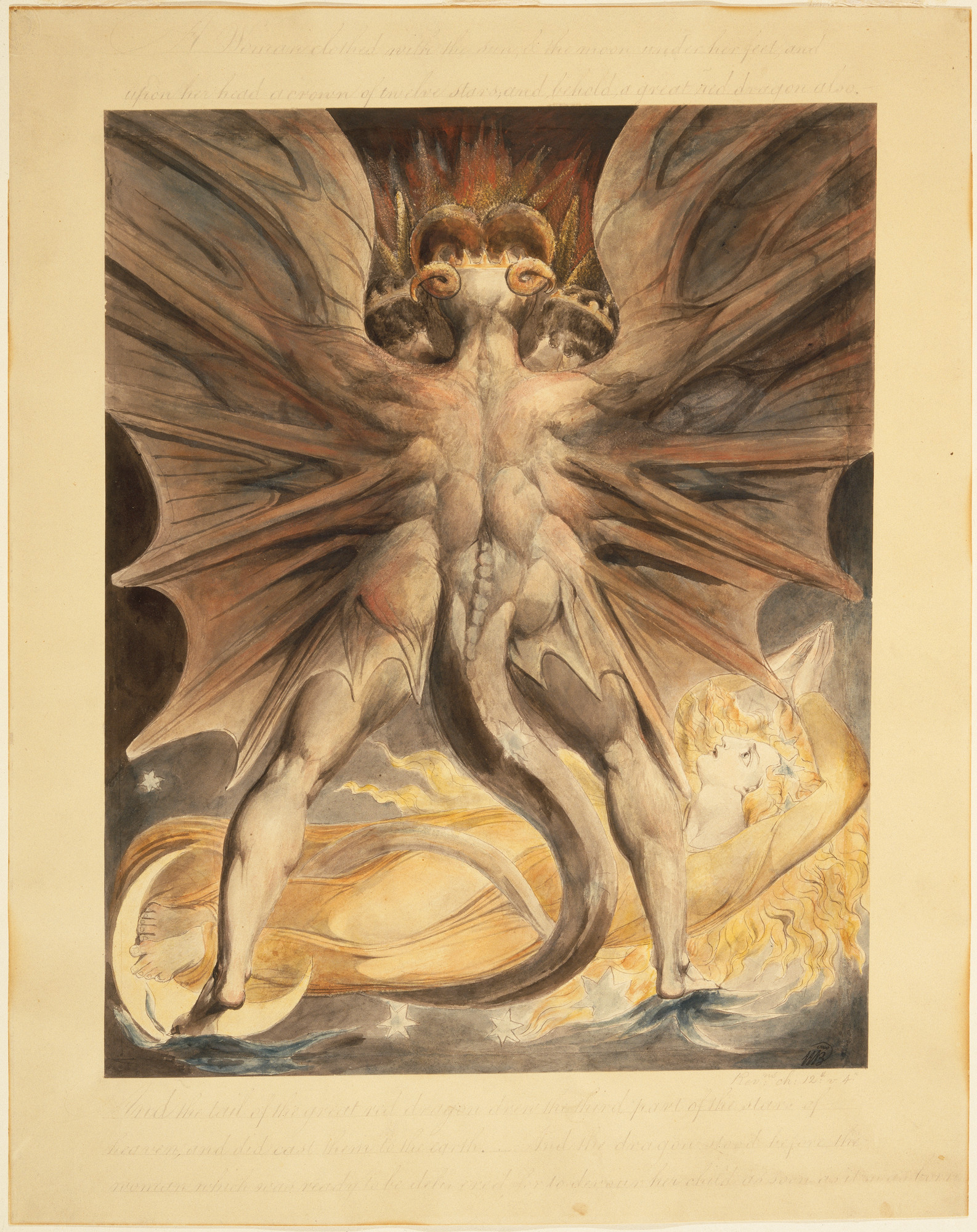
William Blake (británico, 1757-1827) El gran dragón rojo y la mujer vestida de sol (Apocalipsis 12: 1-4), ca. 1803-1805 - Museo de Brooklyn.

## Reparto
| Personaje             | Actor                | Doblaje hispanoamericano | Doblaje español     |
| --------------------- | -------------------- | ------------------------ | ------------------- |
| Agente Will Graham    | William Petersen     | José Lavat               | Ramón Langa         |
| Molly Graham          | Kim Greist           | Patricia Acevedo         | Luz Olier           |
| Reba McClane          | Joan Allen           | Patricia Palestino       | Lucía Esteban       |
| Dr. Hannibal Lecktor  | Brian Cox            | Arturo Casanova          | Paco Hernández      |
| Jack Crawford         | Dennis Farina        | Rubén Moya               | Carlos Revilla      |
| Freddy Lounds         | Stephen Lang         | Jesús Barrero            | Ángel Egido         |
| Kevin Graham          | David Seaman         | Gabry Willer             | David Robles        |
| Francis Dolarhyde     | Tom Noonan           | Pedro D'Aguillón Jr.     | Juan Antonio Castro |
| Dr. Frederick Chilton | Benjamin Hendrickson | Humberto Solórzano       | Juan Perucho        |

## Legado
- En 1991, fue estrenada la película The Silence of the Lambs, protagonizada por Anthony Hopkins en el papel de Hannibal Lecter. Está basada en la novela del mismo título y narra los hechos posteriores a El dragón rojo, sirviendo como una adaptación independiente a Manhunter.
- En 2001, fue estrenada la película Hannibal, protagonizada nuevamente por Hopkins. Está basada en la novela del mismo título y narra los hechos posteriores a The Silence of the Lambs.
- En 2002, fue estrenada la película Dragón rojo, con Hopkins retomando el papel de Lecter. Es una nueva adaptación de El dragón rojo.
- En 2007, fue estrenada la película Hannibal, el origen del mal, protagonizada por Gaspard Ulliel en el papel de Lecter. Se trata de una precuela, ya que tanto la novela como el filme se remontan a los orígenes de Lecter.
- Desde 2013 hasta 2015, fue emitida la serie Hannibal, con Madds Mikkelsen en el papel de Lecter. La serie está desvinculada tanto de Manhunter como de la saga protagonizada por Hopkins; adapta los eventos de Hannibal: El origen del mal, El dragón rojo y Hannibal.